# Sagrada Familia con San Joaquín y Santa Ana ante el Eterno en gloria
La Sagrada Familia con San Joaquín y Santa Ana ante el Eterno en gloria o la Triple generación es una pintura al óleo de tema religioso de Francisco de Goya de hacia 1769.
Pese a que José Manuel Arnaiz (1996) data la obra entre 1760 y 1763, como fruto del paso de Goya por el taller de José Luzán, Valeriano Bozal (2005), no considera que se conserve obra alguna de Goya de esta época, con las siguientes palabras: «¿Qué aprendió con Luzán? Algo cabe concluir examinando la pintura del maestro, pues del propio Goya nada se conserva de aquellos años». Es por esta razón que es más prudente hablar de una obra de juventud, pero no de formación, y atribuirle la fecha de 1768-1769 que daba José Gudiol Ricart, cuando dio a conocer el cuadro en 1970 con el nombre de Sagrada Familia, al localizarlo entre las pertenencias de Pilar de Alcibar, marquesa de las Palmas.
El cuadro representa a la Sagrada Familia, esto es, la Virgen María junto al Niño Jesús y san José portando su vara florida, bajo un cielo en gloria de resplandor amarillo anaranjado (color que habitualmente representaba lo sobrenatural) donde unos ángeles en escorzo sostienen unas nubes donde se apoya Dios Padre. Sobre él se aprecia al Espíritu Santo representado por una paloma. Junto a la Sagrada Familia aparecen san Joaquín y santa Ana contemplando la escena, formando la «Triple generación» las figuras más ancianas que completan la obra.
El cuadro muestra la iluminación del Barroco tardío. El dibujo muestra modelos que se darán en otros cuadros de Goya, como las cabezas de Dios Padre y San Joaquín, que podemos identificar en los cuadros que se han visto bajo la Celestina y su hija (Fundación March) y bajo el Bautismo de Cristo.